# ダイオミード諸島
ダイオミード諸島（英語: Diomede Islands、ロシア語: Острова́ Диоми́да）とはベーリング海峡の中間にある諸島である。グヴォーズデフ諸島（英語: Gvozdev Islands、ロシア語: Острова́ Гво́здева）ともいう。

## 地理
ダイオミード諸島は、ベーリング海峡のほぼ中央に位置している。以下の2つの島からなり、2つの島の間は、最も近い所で3.8キロメートル離れている。
- ラトマノフ島（ロシア語: Остров Ратманова） - ロシア領（チュクチ自治管区）。別名: ビッグダイオミード島（英語: Big Diomede Island）、イマクリク島（イヌピアック語: Imaqłiq）。
- リトルダイオミード島（英語: Little Diomede Island） - アメリカ合衆国領（アラスカ州）。別名: クルーゼンシュテルン島（ロシア語: Остров Крузенштерна）、イナリク島（イヌピアック語: Iŋaliq）。

9.3キロメートル南東にあるフェアウェイ・ロックは、一般的にダイオミード諸島の一部とはみなされない。
両島の中間点である西経168度58分37秒の経線を、米露国境と国際日付変更線が通っている。国際日付変更線で隔てられているため、通常はラトマノフ島はリトルダイオミード島よりも1日進んでいることになる。正確には、ラトマノフ島がUTC+12、リトルダイオミード島がUTC-9（夏季はUTC-8）で、時差は21時間（夏季は20時間）である。このため、ラトマノフ島は明日島（英語: Tomorrow Island）、リトルダイオミード島は昨日島（英語: Yesterday Island）と呼ばれることもある。
リトルダイオミード島には、島の西側にダイオミード村があり、人が居住している。ラトマノフ島はロシアの最東端である。
冬季には、2つの島の間の海が結氷し、アメリカとロシアの間を歩いて渡ることが「物理的には」可能である。ただし、2つの島の間の移動は禁止されている。ベーリング海峡に橋や海底トンネルを設置する構想（ベーリング海峡#トンネル建設構想を参照）では、この諸島が中間地点としてよく言及される。

## 語源
諸島の名前は、ギリシャの聖人・聖ディオメデスに因む。ダイオミードはディオメデスの英語読みである。ヴィトゥス・ベーリングが1728年にこの諸島を再発見した8月16日（ユリウス暦）が、ロシア正教会が聖ディオメデスを祝福する日だったことによる。
別名のグヴォーズデフ諸島の名は、2つの島の経緯度を決定したロシアの測地学者ミハイル・グヴォーズデフにちなむ。

## 歴史
この島々には元々エスキモーのユピクの人々が住んでいた。
ロシアの探検家セミョン・デジニョフは、1648年にヨーロッパ人として初めてベーリング海峡に到達した。彼は、唇に骨で作られた装飾をつけた原住民が住む2つの島が海峡にあることを報告したが、これらがダイオミード諸島であるかどうかは定かではない。
1728年8月16日（ユリウス暦による。グレゴリオ暦では8月26日）、デンマークの航海士ヴィトゥス・ベーリングがロシアの探検隊を率いてダイオミード諸島を再発見した。1732年、ロシアの測地学者ミハイル・グヴォーズデフが、2つの島の経緯度を決定した。
アラスカ購入を確定させた1867年の米露条約の本文では、この島々が二国間の国境線として使われている。この条約では、国境は、「クルーゼンシュテルン島（またはイナリク島）およびラトマノフ島と同じ距離を隔て、北極海に完全に消えるまで無限に北上する」と規定されている。この規定は、1990年の米ソ海洋境界画定協定でも再確認された。
冷戦時代、この海峡はアメリカとソビエト連邦の国境、すなわち西側諸国と東側諸国の境界を構成し、鉄のカーテンや竹のカーテンに因んで「氷のカーテン」として知られるようになった。1987年8月7日にリン・コックスが2つの島の間を泳ぎ、当時のアメリカ合衆国大統領ロナルド・レーガンとソ連共産党書記長ミハイル・ゴルバチョフから賞賛され、雪どけの象徴ともなった。
1995年夏、イギリスの俳優・コメディアンのマイケル・ペイリンは、BBCのテレビドキュメンタリーシリーズ「マイケル・ペイリンの太平洋一周」の一環として、18か国を巡る環太平洋一周をリトルダイオミード島からスタートさせた。彼は8か月間の旅の最後に再びこの島に足を踏み入れるつもりだったが、荒波のために上陸することができなかった。

## 住民
ラトマノフ島の先住民族であるユピクの人々は、ソ連時代に島を軍用地にするために政府によりロシア本土に強制移住させられた。現在も、軍関係者が駐留しているのみである。
リトルダイオミード島に居住するイヌピアットの人口は170人だったが、2010年の国勢調査では115人に減少した。島全体でダイオミード村を構成しているが、居住地は島の西側にある。この村には学校、郵便局、商店がある。住民の中には象牙彫刻で有名な人もいる。アメリカ政府の不可欠路線運航サービスの一環として、この島への民間航空連絡が維持されているが、荒天時には運休する。

## 気候
ケッペンの気候区分ではツンドラ気候であり、年較差及び日較差の比較的小さい海洋性気候である。年降水量は300ミリ弱であり、6月から9月以外の大半は雪として降水する。降雪量は秋と春が多く、真冬は降雪が少ない。
| ダイオミードの気候     | ダイオミードの気候 | ダイオミードの気候 | ダイオミードの気候 | ダイオミードの気候 | ダイオミードの気候 | ダイオミードの気候 | ダイオミードの気候 | ダイオミードの気候 | ダイオミードの気候 | ダイオミードの気候 | ダイオミードの気候 | ダイオミードの気候 | ダイオミードの気候 |
| 月                     | 1月                | 2月                | 3月                | 4月                | 5月                | 6月                | 7月                | 8月                | 9月                | 10月               | 11月               | 12月               | 年                 |
| ---------------------- | ------------------ | ------------------ | ------------------ | ------------------ | ------------------ | ------------------ | ------------------ | ------------------ | ------------------ | ------------------ | ------------------ | ------------------ | ------------------ |
| 最高気温記録 °C （°F） | 12 (53)            | 8 (47)             | 6 (42)             | 9 (48)             | 13 (56)            | 19 (67)            | 22 (72)            | 23 (73)            | 18 (65)            | 12 (54)            | 7 (45)             | 7 (44)             | 23 (73)            |
| 平均最高気温 °C （°F） | −14 (7)            | −16 (4)            | −15 (5)            | −9 (16)            | 0 (32)             | 6 (43)             | 11 (52)            | 13 (55)            | 7 (44)             | 1 (33)             | −6 (22)            | −12 (10)           | −3 (27)            |
| 平均最低気温 °C （°F） | −22 (−7)           | −23 (−9)           | −22 (−8)           | −16 (3)            | −5 (23)            | 1 (34)             | 6 (43)             | 6 (43)             | 3 (37)             | −4 (25)            | −12 (11)           | −19 (−2)           | −9 (16)            |
| 最低気温記録 °C （°F） | −42 (−44)          | −42 (−44)          | −41 (−42)          | −36 (−32)          | −24 (−11)          | −7 (20)            | −4 (24)            | −1 (30)            | −5 (23)            | −21 (−5)           | −33 (−28)          | −37 (−35)          | −42 (−44)          |
| 降水量 mm （inch）     | 10.4 (0.41)        | 11.4 (0.45)        | 12.2 (0.48)        | 6.9 (0.27)         | 13.7 (0.54)        | 18.5 (0.73)        | 37.3 (1.47)        | 62.5 (2.46)        | 50.5 (1.99)        | 35.8 (1.41)        | 17.3 (0.68)        | 13.2 (0.52)        | 289.7 (11.41)      |
| 降雪量 cm （inch）     | 10.9 (4.3)         | 10.4 (4.1)         | 15 (6)             | 8 (3)              | 7.1 (2.8)          | 0.5 (0.2)          | 0.8 (0.3)          | 0 (0)              | 3 (1.2)            | 16 (6.3)           | 20 (8)             | 13.5 (5.3)         | 105.2 (41.5)       |
| 出典：                 |                    |                    |                    |                    |                    |                    |                    |                    |                    |                    |                    |                    |                    |